# 名東県
名東県（みょうどうけん）は、阿波国・讃岐国・淡路国を範囲とした県。範囲は、当初は現在の徳島県および兵庫県淡路島であったが、下記「沿革」に示す通り、過半の期間で香川県も含まれていた。県庁所在地は徳島。1871年12月26日に設置され、1876年8月21日に廃止された。

## 概要
県名は、県庁が置かれた名東郡徳島（現在の徳島市）の郡名に因む。約4年9か月だけ存在した。
県の領域は変動したが、その過半の期間（約2年7か月）は、阿波国・淡路国・讃岐国の3国を領域とした。初期（約1年3か月）と末期（約11か月）には、阿波国・淡路国の2国のみから構成され、これは旧徳島藩の領地と一致していた。

## 沿革
- 1871年12月26日（明治4年旧暦11月15日） - 第1次府県統合により徳島県（第1次）が廃止され、兵庫県から淡路国津名郡を編入し、阿波国と淡路国を以って名東県が設置された。県庁所在地は名東郡の徳島（現在の徳島市）。
- 1873年（明治6年）2月20日 - 香川県（旧讃岐国。第1次）を編入。
- 1875年（明治8年）9月5日 - 旧讃岐国を香川県（第2次）として分離。
- 1876年（明治9年）8月21日 - 第2次府県統合により、分割されて廃止された。阿波国は高知県に編入され、淡路国は兵庫県に編入された。

## 管轄地域
- 阿波国一円
- 淡路国一円

| 国・郡 | 国・郡                | ～ 1871 | 1871   | 1871 ～ 1873 | 1873 ～ 1875 | 1875 ～ 1876 | 1876 ～ 1880 | 1880 ～ 1888 | 1888 ～ 現在 |
| ------ | --------------------- | ------- | ------ | ------------ | ------------ | ------------ | ------------ | ------------ | ------------ |
| 淡路国 | 津名郡（一部）        | 徳島藩  | 兵庫県 | 名東県       | 名東県       | 名東県       | 兵庫県       | 兵庫県       | 兵庫県       |
| 淡路国 | 津名郡（残部） 三原郡 | 徳島藩  | 徳島県 | 名東県       | 名東県       | 名東県       | 兵庫県       | 兵庫県       | 兵庫県       |
| 阿波国 | 阿波国                | 徳島藩  | 徳島県 | 名東県       | 名東県       | 名東県       | 高知県       | 徳島県       | 徳島県       |
| 讃岐国 | 讃岐国                | （略）  | （略） | 香川県       |              | 香川県       | 愛媛県       | 愛媛県       | 香川県       |

## 歴代知事
- 1871年（明治4年）11月15日 - 1872年（明治5年）9月18日 ： 参事・井上高格（前徳島県大参事、元徳島藩士）
- 1872年（明治5年）9月18日 -  1872年（明治5年）9月28日 ： 不在
- 1872年（明治5年）9月28日 - 1873年（明治6年）10月13日 ： 参事・久保断三（前山口県権参事、元山口藩士）
- 1873年（明治6年）10月13日 - 1874年（明治7年）9月20日 ： 権令・久保断三（前名東県参事）
- 1873年（明治6年）2月20日 - 1874年（明治7年）10月13日 ： 権令・林茂平（前香川県権令、元高知藩士）
- 1874年（明治7年）10月13日 - 1874年（明治7年）11月24日 ： 不在
- 1874年（明治7年）11月24日 - 1875年（明治8年）9月3日 ： 権令・古賀定雄（元佐賀藩士）
- 1875年（明治8年）9月3日 - 1875年（明治8年）9月5日 ： 不在
- 1875年（明治8年）9月5日 - 1876年（明治9年）8月21日 ： 権令・富岡敬明（前山梨県参事、元小城藩士）